# Ternate (Cavite)
Ternate è una municipalità di quarta classe delle Filippine, situata nella Provincia di Cavite, nella Regione di Calabarzon.
Ternate è formata da 10 baranggay:
- Bucana
- Poblacion I (Barangay I)
- Poblacion I A
- Poblacion II (Barangay II)
- Poblacion III (Barangay III)
- San Jose
- San Juan I
- San Juan II
- Sapang I
- Sapang II